# Polytrichum riedelianum
Polytrichum riedelianum là một loài Rêu trong họ Polytrichaceae. Loài này được Mont. miêu tả khoa học đầu tiên năm 1841.